# Wyspy Świętego Tomasza i Książęca na Letnich Igrzyskach Olimpijskich 2004
Wyspy Świętego Tomasza i Książęca na XXVIII Letnich Igrzyskach Olimpijskich w Atenach reprezentowało dwóch sportowców (1 mężczyzna, 1 kobieta) w jednej dyscyplinie.
Był to trzeci start Wysp Świętego Tomasza i Książęca na letnich igrzyskach olimpijskich (poprzednie to 1996, 2000).

## Reprezentanci

### Lekkoatletyka
- Bieg na 20 km kobiet: Fumilay da Fonseca
  - czas: 2:04:54 h (52. miejsce)
- Bieg na 100 m mężczyzn: Yazaldes Nascimento - odpadł w eliminacjach
  - eliminacje: 11.00 sek. (67. czas)